# Viscount Caldecote

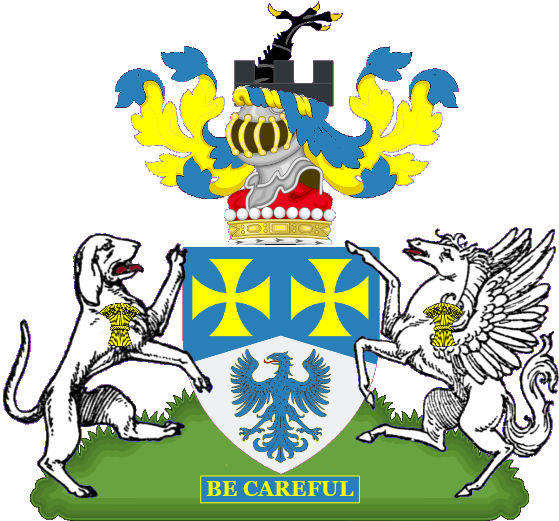
Wappen der Viscounts Caldecote

Viscount Caldecote, of Bristol in the County of Gloucester, ist ein erblicher britischer Adelstitel in der Peerage of the United Kingdom.
Der Titel wurde am 6. September 1939 für den Politiker Sir Thomas Inskip erschaffen, anlässlich seiner Ernennung zum Lordkanzler.

## Liste der Viscounts Caldecote (1939)
- Thomas Inskip, 1. Viscount Caldecote (1876–1947)
- Robert Inskip, 2. Viscount Caldecote (1917–1999)
- Piers Inskip, 3. Viscount Caldecote (* 1947)

Titelerbe (Heir apparent) ist der älteste Sohn des aktuellen Titelinhabers, Thomas James Inskip (* 1985).